# Nososticta flavipennis
Nososticta flavipennis – gatunek ważki z rodziny pióronogowatych (Platycnemididae).